# Pudding di pane
Il pudding di pane è un dessert a base di pane, popolare in molte cucine nazionali, incluse quelle di Inghilterra, Belgio, Perù, Porto Rico, Cuba, Messico, Argentina, Louisiana e Stati Uniti meridionali. In spagnolo questo piatto assumbe il nome di migas ed è molto simile al piatto iberico chiamato capirotada.
Viene fatto usando pane raffermo, sugna, uova, zucchero o golden syrup, spezie come cannella, noce moscata, macis o vaniglia, e frutta secca.
Il pane viene reso fradicio, spesso durante la notte, asciugato e mescolato con gli altri ingredienti. La mistura viene messa in un piatto e cotta in forno.
Può essere servito con una salsa dolce oppure con altro, come salsa di whiskey, salsa di rum, ma tipicamente viene spolverata di zucchero e mangiata in quadrotti o in fette. In Canada è spesso fatto con sciroppo d'acero. In Malaysia il pudding di pane è mangiato con salsa di crema.